# Kinzang Dorji
Kinzang Dorji (n. 19 februarie 1951, Chhali Gewog⁠(d), Mongar, Bhutan) a fost prim-ministru al Regatului Bhutan, la putere din 14 august 2002 până la 30 august 2003. A fost urmat în funcție de Jigme Thinley (a doua oară), care a fost apoi urmat în funcție de Yeshey Zimba (tot pentru a doua timp). A fost ales din nou la 3 august 2007 și în prezent (2009) este la putere.